# Ekerö centrum

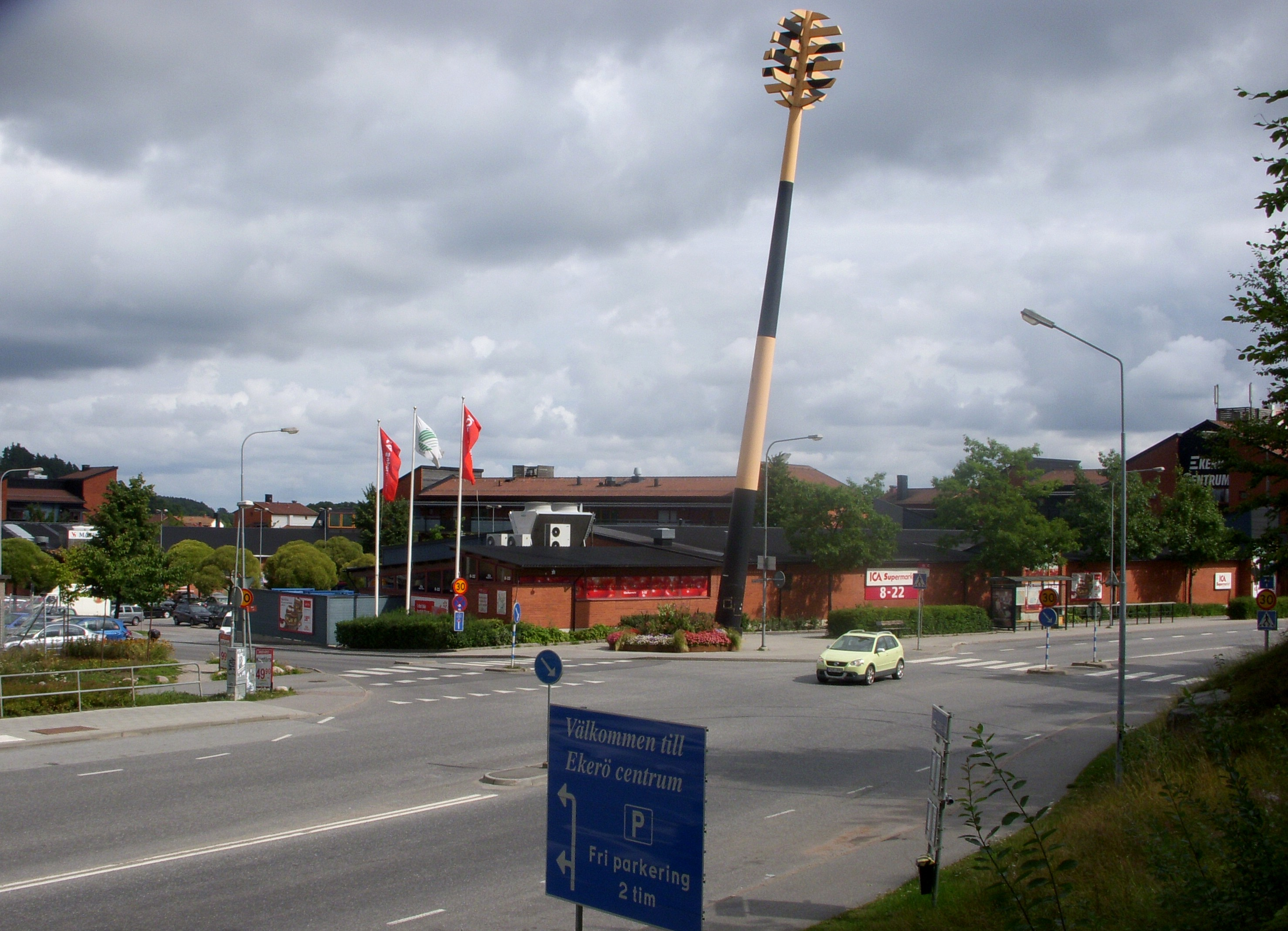
Ekerö centrum med det stora sjömärket, 2008.

Ekerö centrum är en del av tätorten Ekerö och ligger vid Tappström i Ekerö kommun. Området ritades av Ralph Erskine och stod klart 1991. Ekerö centrums kännetecken är en över tjugo meter hög prick.
Ekerö centrum och det angränsande bostadsområdet Tappström har vunnit internationell uppmärksamhet genom arkitekten Ralph Erskine, som själv var bosatt på Lovön i Ekerö kommun, och vars tanke var att skapa en "Mälarstad" vid Tappström. 
Han själv var mest nöjd med detta område och sa i en intervju publicerad år 2006 bland annat: "Det fungerar som ett helt samhälle och det har vi nog inte lyckats med på andra ställen. Jag åker gärna dit själv och handlar och går runt i området".
Ekerö centrum och bostadsområdet byggdes i flera etapper under åren 1983-1991 och består i dag av en centrumanläggning, radhus och flerbostadshus. I centrum finns bland annat butiker, apotek, banker, skomakare, restauranger och kontor samt kyrka och polis. Dessutom finns ett kulturhus med bibliotek, galleri och samlingssal. I salen, som heter Erskinesalen efter den nämnda arkitekten anordnas bl.a. teater, konserter, föreläsningar och bio. Kommunfullmäktige hålls i Mälarökyrkan.

## Bilder

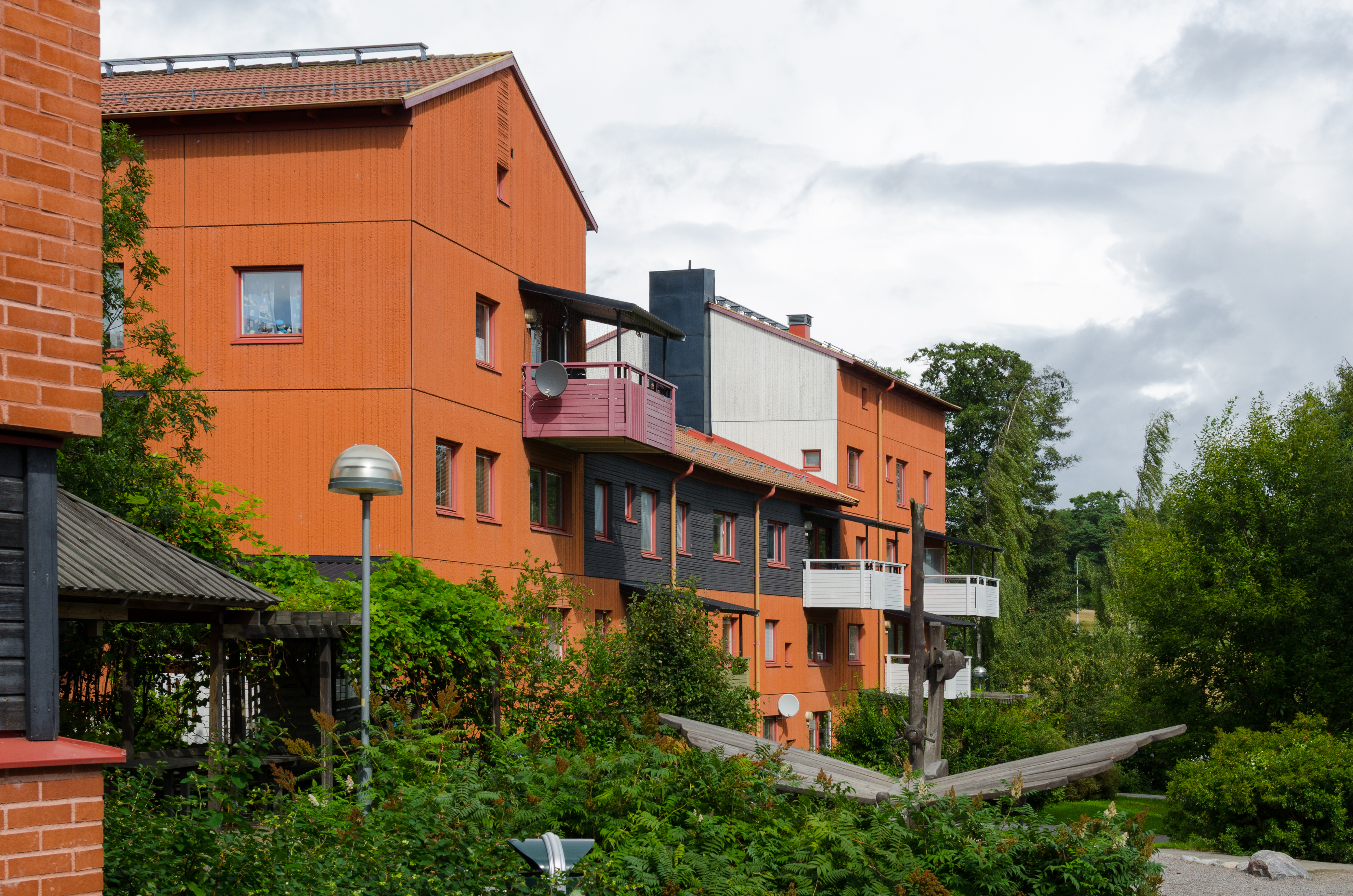
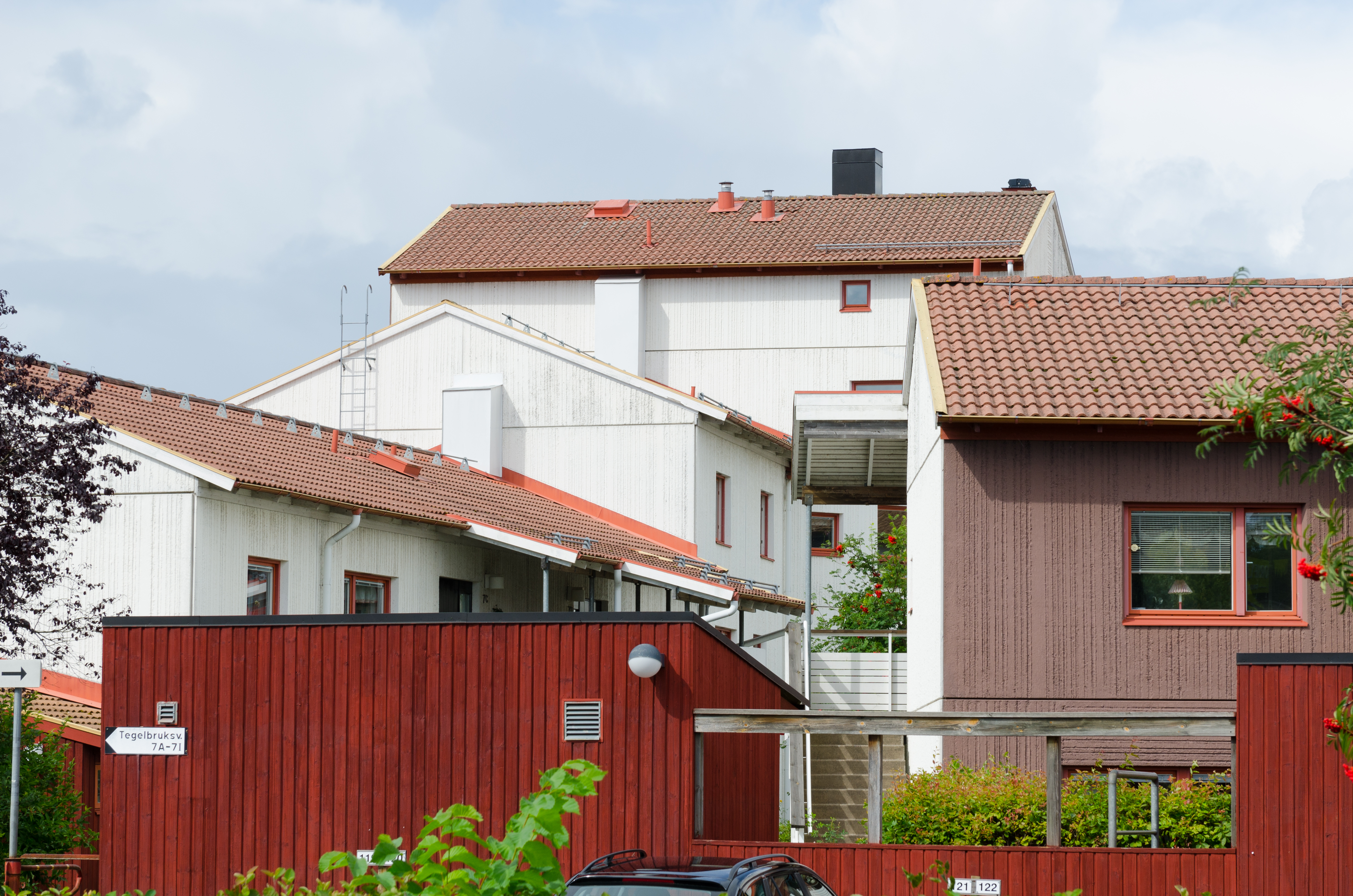
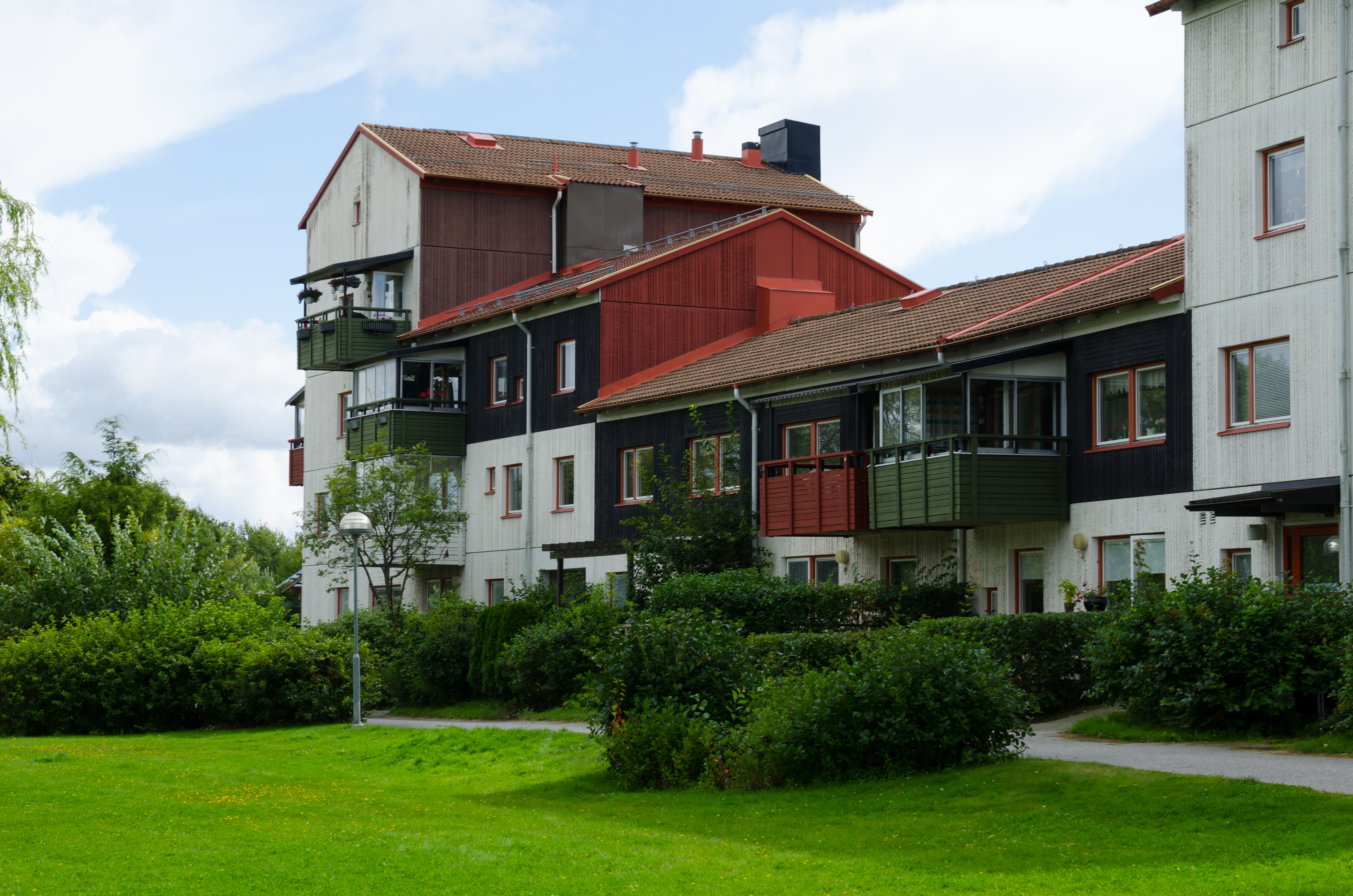

Centrumanläggningen.

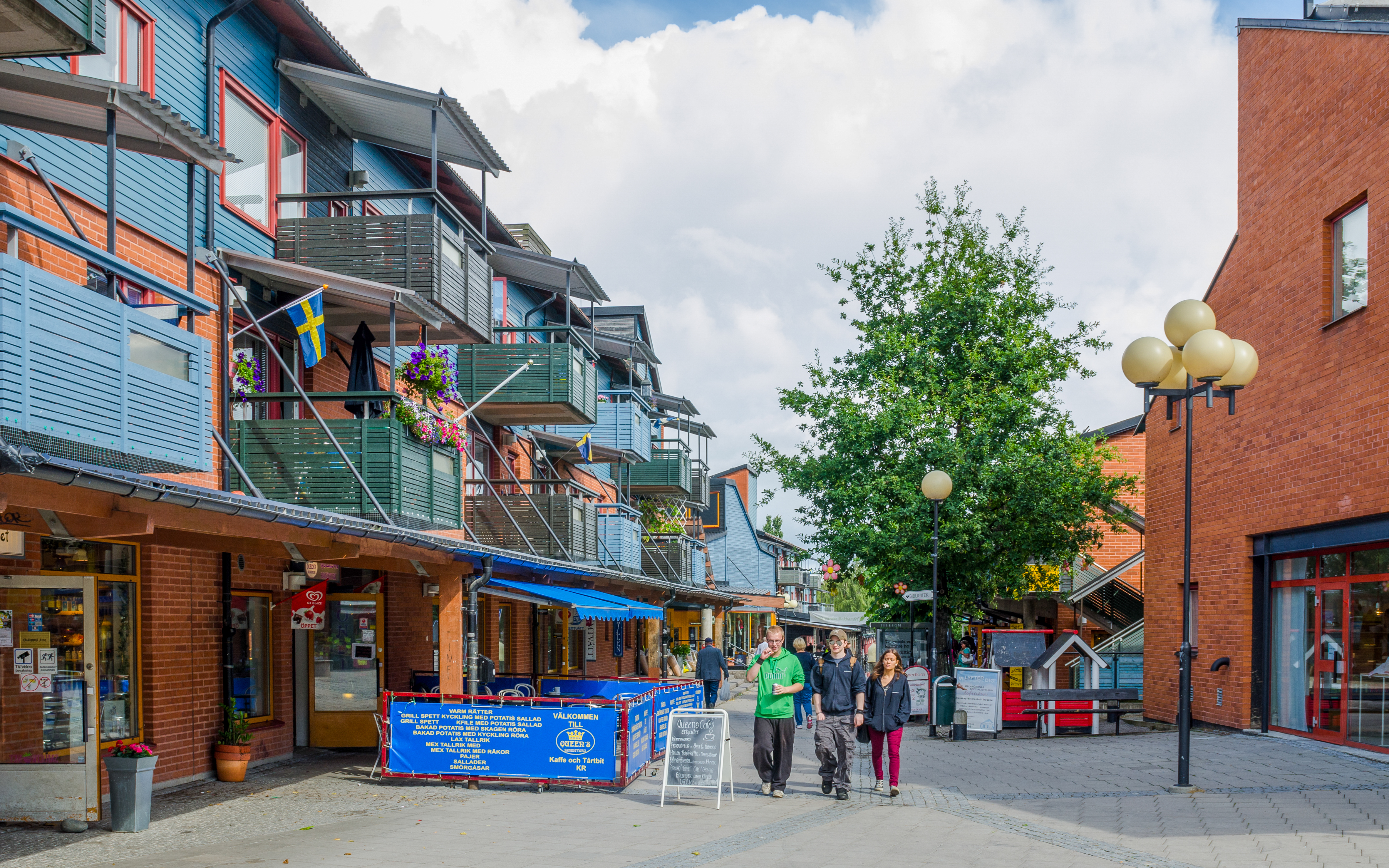
Gågatan i centrum.
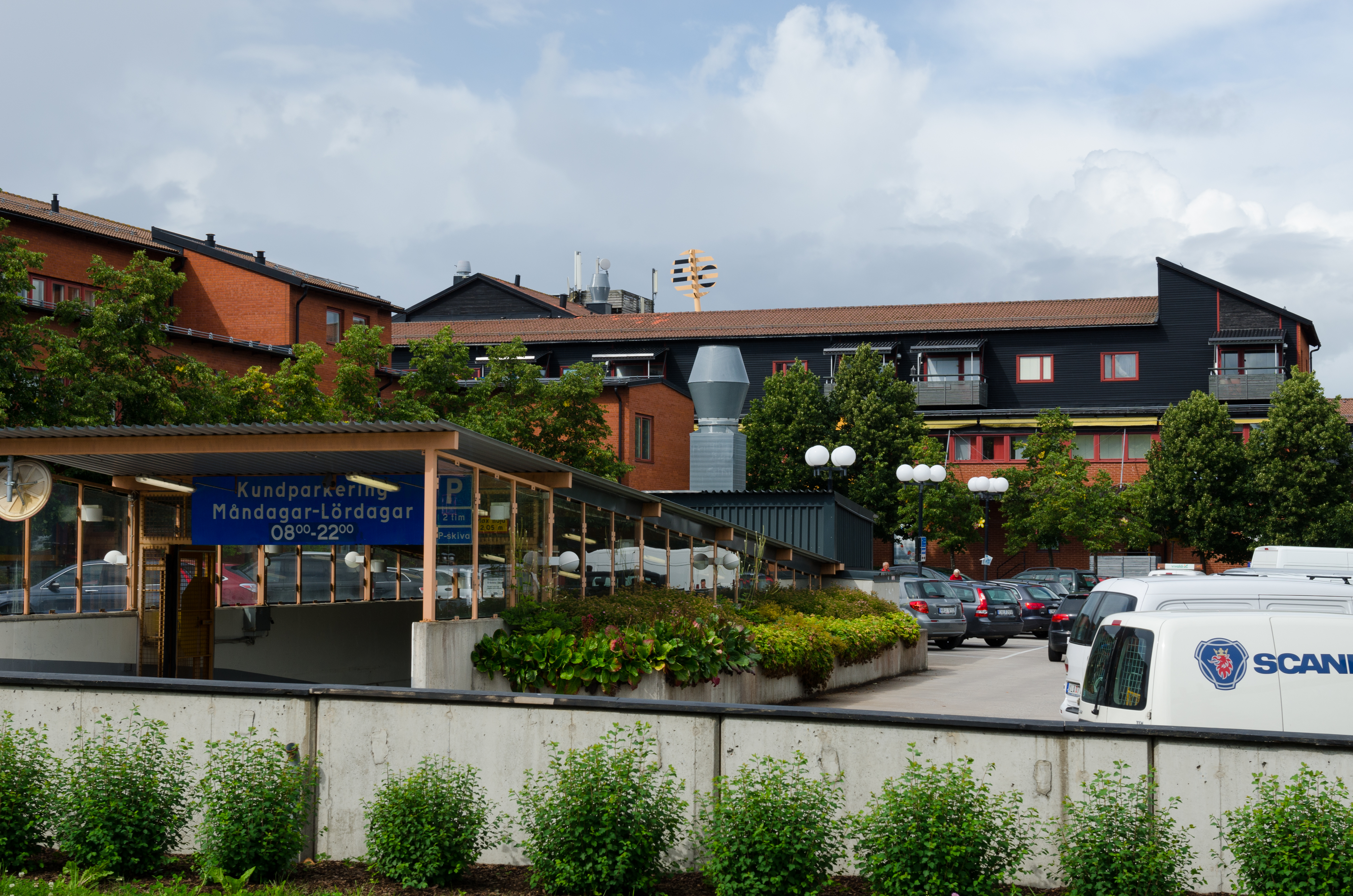
Del av centrumanläggningen.
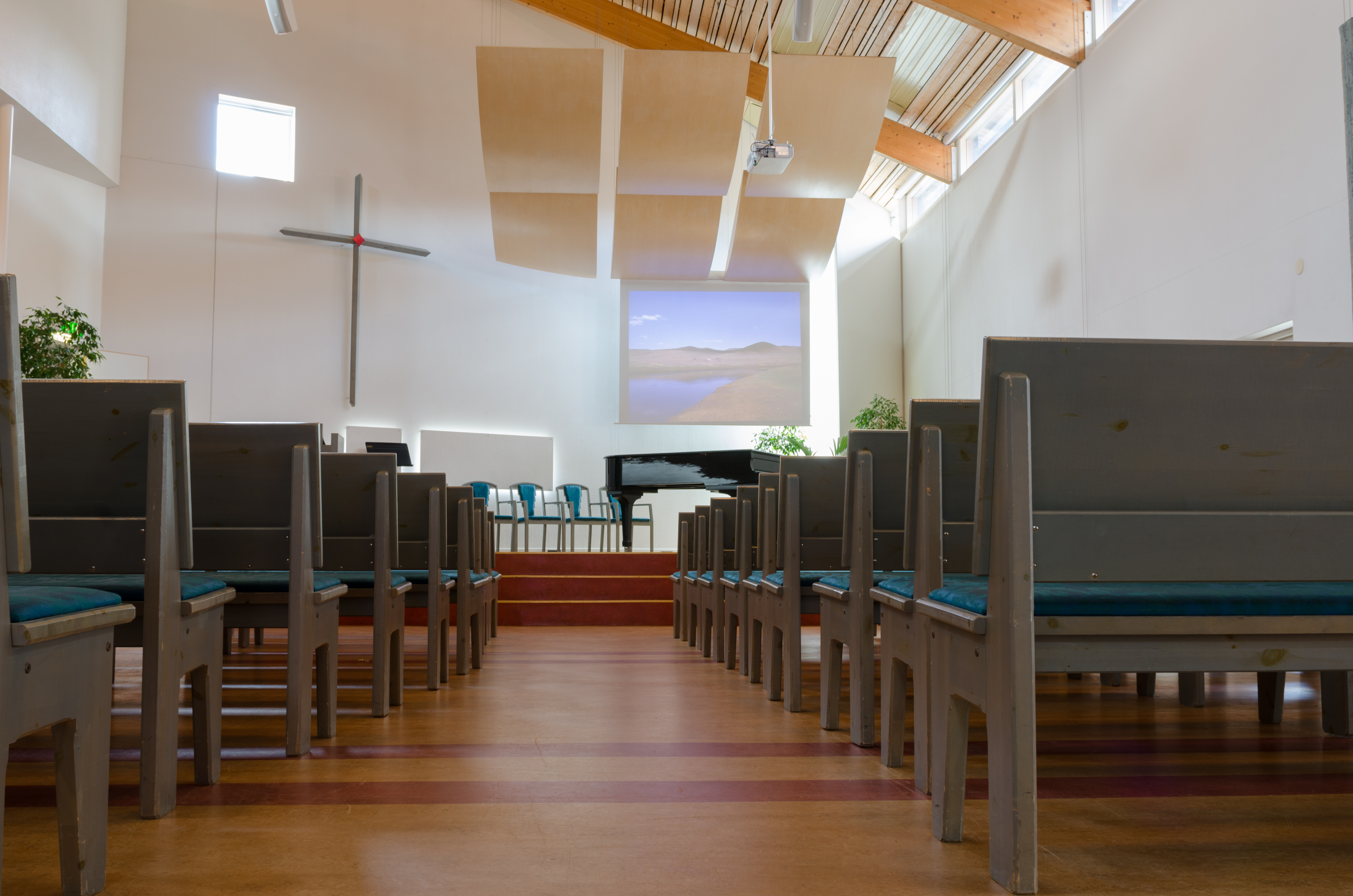
Mälarökyrkan

Bostadshusen.